# 張吾瑾
張吾瑾（1631年5月24日—？年），字石仙，號鶴洲，又號懷玹，四川成都府金堂縣人，崇禎壬午科中副榜，順治十一年甲午科第五名舉人，順治十二年乙未科春秋房中式第377名，殿試三甲二百十名進士，大理寺觀政，丁酉授山東夏津縣知縣，庚子本省同考